# Källsjön (Delsbo socken, Hälsingland)
Källsjön är en sjö i Hudiksvalls kommun i Hälsingland och ingår i Nianåns huvudavrinningsområde. Sjön är 17 meter djup, har en yta på 0,237 kvadratkilometer och är belägen 232,1 meter över havet. Sjön avvattnas av vattendraget Källsjöbäcken. Vid provfiske har bland annat abborre, gädda, mört och nors fångats i sjön.

## Delavrinningsområde
Källsjön ingår i det delavrinningsområde (683531-154892) som SMHI kallar för Utloppet av Källsjön. Medelhöjden är 262 meter över havet och ytan är 1,5 kvadratkilometer. Räknas de 3 avrinningsområdena uppströms in blir den ackumulerade arean 16,15 kvadratkilometer. Källsjöbäcken som avvattnar avrinningsområdet har biflödesordning 2, vilket innebär att vattnet flödar genom totalt 2 vattendrag innan det når havet efter 24 kilometer. Avrinningsområdet består mestadels av skog (78 procent). Avrinningsområdet har 0,24 kvadratkilometer vattenytor vilket ger det en sjöprocent på 15,8 procent.

## Fisk
Vid provfiske har följande fisk fångats i sjön:
- Abborre
- Gädda
- Mört
- Nors
- Öring